# U.K. (밴드)
U.K.는 영국의 프로그레시브 록 슈퍼그룹으로 77~80년 사이에 활동했다. 존 웨튼 (킹 크림슨, 록시 뮤직, 브라이언 페리 밴드 및 유라이어 힙), 에디 잡슨 (커브드 에어, 록시 뮤직, 프랭크 자파 밴드), 앨런 홀즈워스 (템페스트, 소프트 머신, 공 (밴드)), 빌 브루포드 (예스, 킹 크림슨, 제네시스)로 구성되었다.

## 1집까지
킹 크림슨이 해체중이던 72-74년 사이에 빌 브루포드는 솔로 앨범을 만들면서 존 웨튼의 도움을 받았다. 그들은 릭 웨이크먼과 함께 밴드를 하려했지만 A&M 레코드가 릭 웨이크먼 밴드라는 명칭을 고집해서 결국 어긋났다. 이때 작업하던 곡들은 브루포드의 솔로앨범 Feels Good To Me에 수록되게 된다. 이후 브루포드와 웨튼은 로버트 프립에게 크림슨을 재결성하자고 했는데 프립이 거절해서 결국 새 밴드를 만들기로 했다. 웨튼은 자파 밴드에 있던 에디 잡슨을 꼬드겨서 새 팀에 합류시켰고 브루포드는 알고지내던 앨런 홀즈워스를 합류시켰다.
UK는 1집을 내고 공연을 시작했다. 78년 6-8월 사이에 북미투어를 다녔는데 그 사이에 견해차이로 웨튼과 잡슨이 홀즈워스를 해고하기로 했으며 브루포드는 밴드를 함께 떠났다. 그래서 빌 브루포드는 홀즈워스와 함께 밴드 브루포드를 결성했으며 브루포드 1집 One of a Kind (1979)의 몇몇 곡들은 UK 2집에 실릴 예정이던 것이다.
UK 1집은 브루포드와 홀즈워스의 영향이 강해 록과 재즈의 느낌이 공존하는 앨범이었다.

## Danger Money
UK는 프랭크 자파 밴드에서 활동했던 드러머 테리 바지오를 영입해 3인조로 2집을 내었다. 그들은 제스로 툴의 오프닝 밴드로 북미투어를 가졌다. 싱글 Nothing to Lose는 영국차트 67위에 올랐다. 일본 공연을 담은 라이브 Night After Night을 내었는데 당시 일본에서의 인기가 굉장해서 특히 에디 잡슨은 인기에 상당히 취해있었다고 한다. 유럽투어를 가진 뒤 새 앨범을 내기로 했던 UK는 웨튼과 잡슨의 견해차이로 결국 밴드를 해산하고 만다. 잡슨은 연주곡 위주의 긴 트랙을, 웨튼은 노래가 있는 짧은 곡들을 좀 더 담고싶어했다. 결정적인 이유중 하나는 When Will You Realize의 녹음 문제였으며, 결국 이 곡은 이후 웨튼의 솔로앨범 Caught in the Crossfire에 실리게 된다.

## 해산 이후
잡슨은 제스로 툴 앨범에 잠시 참여한 뒤 솔로의 길로 갔고 역시 웨튼도 솔로앨범을 녹음한다. 웨튼은 레이블을 게펜 레코드로 옮기고 스티브 하우, 칼 파머, 제프 다운스 등과 아시아 (밴드)를 결성한다. 테리 바지오도 밴드 미싱 퍼슨즈를 결성했다.
이후 95년쯤 잡슨과 웨튼이 UK를 재결성하자는 얘기를 했었으나 흐지부지되고 에디 잡슨의 솔로앨범 Voices of Life만 발매되었다.
잡슨은 아론 리퍼트, 트레이 건과 함께 2007년 UKZ를 결성했으나 오래가진 못했다. 잡슨은 U-Z프로젝트라는 이름으로 계속 UK풍의 음악을 하고 있었는데 여기에 웨튼이 잠시 참여해주기도 했다. 이후 2011년에 존 웨튼이 마음을 바꾸어 UK는 재결성되었다. 이 재결성 공연은 DVD Reunion: Live in Tokyo로 남는다. 그들은 2014년 Cruise to the Edge에 참여했고 이후 2015년에 드림 시어터 드러머인 마이크 맨지니가 참여한 마지막 투어를 가졌다.

## 음반 목록
- 《U.K.》 (1978)
  - Concert Classics, Vol. 4 (1978 : Eddie Jobson, John Wetton, Allan Holdsworth, Bill Bruford)
- 《Danger Money》 (1979)
  - Night After Night (1979 : Eddie Jobson, John Wetton, Terry Bozzio)
- Radiation (2009) (as UKZ - Eddie Jobson, Trey Gunn, Alex Machacek, Marco Minnemann, Aaron Lippert)
  - Ultimate Zero – The Best of the U-Z Project Live (as Eddie Jobson's U-Z Project, 2009 : Eddie Jobson, John Wetton, Tony Levin, Greg Howe, Marco Minnemann)
  - Reunion: Live in Tokyo (2011 : Eddie Jobson, John Wetton, Alex Machacek, Marco Minnemann)
  - Curtain Call (2013 : Eddie Jobson, John Wetton, Alex Machacek, Marco Minnemann)